# Młodzieżowe Mistrzostwa Polski w Lekkoatletyce 2022
39. Młodzieżowe Mistrzostwa Polski w Lekkoatletyce – zawody lekkoatletyczne dla sportowców do lat 23 organizowane pod egidą Polskiego Związku Lekkiej Atletyki, które odbywały się od 30 do 31 lipca 2022 roku w Poznaniu.

## Mężczyźni
| Konkurencja:                  | 1. miejsce                                                                         | Rezultat | 2. miejsce                                                                       | Rezultat   | 3. miejsce                                                                 | Rezultat        |
| Bieg na 100 m                 | Albert Komański CWKS Resovia Rzeszów                                               | 10,53    | Patryk Wykrota KS Stal LA Ostrów Wielkopolski                                    | 10,55(543) | Adam Łukomski KS AZS AWF Wrocław                                           | 10,55(546)      |
| Bieg na 200 m                 | Patryk Wykrota KS Stal LA Ostrów Wielkopolski                                      | 20,74    | Albert Komański CWKS Resovia Rzeszów                                             | 20,89      | Łukasz Żok ALKS AJP Gorzów Wielkopolski                                    | 21,06           |
| Bieg na 400 m                 | Jan Wawrzkowicz OŚ AZS Poznań                                                      | 46,75    | Daniel Sołtysiak ALKS AJP Gorzów Wielkopolski                                    | 46,90      | Patryk Grzegorzewicz MKS-SMS Victoria Racibórz                             | 46,96           |
| Bieg na 800 m                 | Filip Ostrowski RKS Łódź                                                           | 1:48,93  | Maciej Wyderka KS AZS AWF Katowice                                               | 1:49,67    | Jakub Augustyniak RKS Łódź                                                 | 1:50,17         |
| Bieg na 1500 m                | Filip Ostrowski RKS Łódź                                                           | 3:46,40  | Maciej Wyderka KS AZS AWF Katowice                                               | 3:46,98    | Robert Kulik KS AZS AWF Wrocław                                            | 3:48,23         |
| Bieg na 3000 m z przeszkodami | Adam Kołodziej MUKS Wisła Junior Sandomierz                                        | 8:49,36  | Mikołaj Czeronek WKS Śląsk Wrocław                                               | 8:57,89    | Szymon Skalski SKLA Sopot                                                  | 8:58,08         |
| Bieg na 110 m przez płotki    | Jakub Szymański SKLA Sopot                                                         | 13,92    | Olgierd Michniewski RLTL Optima Radom                                            | 14,62      | Natan Frąckiewicz STS Pomerania Szczecinek                                 | 14,85           |
| Bieg na 400 m przez płotki    | Sebastian Urbaniak LKS Vectra Włocławek                                            | 49,74    | Krzysztof Hołub AZS UMCS Lublin                                                  | 50,81      | Jakub Sobura-Durma KKL Kielce                                              | 51,78           |
| Sztafeta 4 × 100 m            | KS AZS AWF Wrocław Szymon Maćkała Adam Łukomski Szymon Szachniewicz Paweł Bugajski | 40,72    | KS AZS-AWF Katowice Jakub Sikorski Jacek Majewski Bartosz Taradaj Artur Łęczycki | 40,82      | KS Agros Zamość Jakub Pyda Patryk Krupa Kacper Tama Jakub Pietrusa         | 41,25           |
| Sztafeta 4 × 400 m            | KS AZS-AWF Katowice Adam Paździerz Jacek Majewski Jakub Pająk Michał Wróbel        | 3:10,57  | OŚ AZS Poznań Mikołaj Nawrot Ryszard Piasecki Tomasz Przybylak Jan Wawrzkowicz   | 3:14,52    | RKS Łódź Maciej Jończyk Filip Ostrowski Jakub Szkudlarek Jakub Augustyniak | 3:14,60         |
| Skok wzwyż                    | Mateusz Kołodziejski CWZS Zawisza Bydgoszcz SL                                     | 2,12     | Marcin Jachym CWKS Resovia Rzeszów                                               | 2,08       | Jakub Pająk UKS Błyskawica Domaniewice                                     | 2,04            |
| Skok o tyczce                 | Bartosz Marciniewicz KS AZS AWF Warszawa                                           | 4,80     | Paweł Nawocki KS AZS AWF Wrocław                                                 | 4,60       | Antoni Peitler KS AZS AWF Wrocław                                          | 4,50 wyrównanie |
| Skok w dal                    | Damian Czarnocki KS AZS-AWF Biała Podlaska                                         | 7,30     | Kacper Lemieszek KS AZS-AWF Biała Podlaska                                       | 7,25       | Kacper Krawczyk AZS Łódź                                                   | 7,16            |
| Trójskok                      | Dawid Krzemiński RLTL Optima Radom                                                 | 15,39    | Kacper Rudnik MKL Toruń                                                          | 15,12      | Wojciech GALIK WKS Wawel Kraków                                            | 14,80           |
| Pchnięcie kulą                | Wojciech Marok MKL Jurand Szczytno                                                 | 18,35    | Piotr Goździewicz KS AZS-AWF Warszawa                                            | 17,69      | Oskar Kokoszewski CWZS Zawisza Bydgoszcz SL                                | 17,21           |
| Rzut dyskiem                  | Jakub Lewoszewski KS Agros Zamość                                                  | 56,25    | Wojciech Marok MKL Jurand Szczytno                                               | 53,79      | Jarosław Andrzejczak RLTL Optima Radom                                     | 52,14           |
| Rzut młotem                   | Dawid Piłat LKS Stal Mielec                                                        | 72,45    | Tomasz Ratajczyk KS AZS AWF Warszawa                                             | 68,53      | Adam Ziółkowski OŚ AZS Poznań                                              | 66,91           |
| Rzut oszczepem                | Dawid Wegner LUKS Start Nakło                                                      | 74,02    | Eryk Kołodziejczak LUKS Start Nakło                                              | 71,79      | Marek Mucha AZS KU Politechniki Opolskiej Opole                            | 65,06           |

## Kobiety
| Konkurencja:                  | 1. miejsce                                                                         | Rezultat | 2. miejsce                                                                                      | Rezultat | 3. miejsce                                                                                | Rezultat |
| Bieg na 100 m                 | Magdalena Stefanowicz KS AZS-AWF Katowice                                          | 11,51    | Nikola Horowska ALKS AJP Gorzów Wielkopolski                                                    | 11,69    | Izabela Jastrząb KS Agros Zamość                                                          | 11,82    |
| Bieg na 200 m                 | Nikola Horowska ALKS AJP Gorzów Wielkopolski                                       | 23,25    | Magdalena Stefanowicz KS AZS-AWF Katowice                                                       | 23,76    | Izabela Jastrząb KS Agros Zamość                                                          | 23,82    |
| Bieg na 400 m                 | Kinga Gacka BKS Bydgoszcz                                                          | 52,33    | Aleksandra Formella SKLA Sopot                                                                  | 53,04    | Wiktoria Drozd AZS UMCS Lublin                                                            | 53,39    |
| Bieg na 800 m                 | Klaudia Kazimierska LKS Vectra Włocławek                                           | 2:07,35  | Agnieszka Dybka CWKS Resovia Rzeszów                                                            | 2:07,92  | Milena Korbut KS AZS AWF Katowice                                                         | 2:08,67  |
| Bieg na 1500 m                | Klaudia Kazimierska LKS Vectra Włocławek                                           | 4:23,71  | Natalia Bielak KS SMS Szklarska Poręba                                                          | 4:27,36  | Oliwia Paradowska SRS Kondycja Piaseczno                                                  | 4:27,74  |
| Bieg na 3000 m z przeszkodami | Natalia Bielak KS SMS Szklarska Poręba                                             | 10:01,74 | Julia Koralewska AZS-AWFiS Gdańsk                                                               | 10:02,11 | Agnieszka Chorzępa KS AZS-AWF Warszawa                                                    | 10:06,02 |
| Bieg na 100 m przez płotki    | Weronika Nagięć KS AZS AWF Kraków                                                  | 13,45    | Marika Majewska AZS-AWF Gorzów                                                                  | 13,50    | Monika Kiepura KS AZS AWF Kraków                                                          | 13,55    |
| Bieg na 400 m przez płotki    | Julia Sokołowska KS AZS AWF Warszawa                                               | 59,69    | Karolina Gajewska KS AZS AWF Kraków                                                             | 60,14    | Wanessa Krzyżewska KS AZS AWF Kraków                                                      | 61,55    |
| Sztafeta 4 × 100 m            | KS AZS AWF Kraków Karolina Gajewska Julia Ziembicka Weronika Nagięć Monika Kiepura | 45,82    | KS AZS AWF Katowice Magdalena Brendel Magdalena Stefanowicz Karolina Skibińska Paulina Guzowska | 46,15    | KS AZS AWF Warszawa Małgorzata Jóźwicka Julia Lipińska Julia Żurowska Martyna Skierkowska | 47,31    |
| Sztafeta 4 × 400 m            | AZS UMCS Lublin Paulina Zielińska Agata Wasiluk Weronika Taracha Wiktoria Drozd    | 3:43,39  | SKLA Sopot Blanka Zapora Monika Pietroń Patrycja Gajewska Aleksandra Formella                   | 3:44,58  | KS AZS-AWF Kraków Karolina Gajewska Wanessa Krzyżewska Julia Ziembicka Aleksandra Wsołek  | 3:44,95  |
| Skok wzwyż                    | Wiktoria Miąso CWKS Resovia Rzeszów                                                | 1,86     | Martyna Lewandowska MLKL Płock                                                                  | 1,73     | Weronika Kaźmierczak RKS Łódź                                                             | 1,73     |
| Skok o tyczce                 | Anna Łyko KS AZS AWF Wrocław                                                       | 3,80     | Maja Szymanek KS AZS-AWF Warszawa                                                               | 3,70     | Dominika Brykała UKS OSoT Szczecin                                                        | 3,70 =PB |
| Skok w dal                    | Nikola Horowska ALKS AJP Gorzów Wielkopolski                                       | 6,55     | Roksana Jędraszak OŚ AZS Poznań                                                                 | 6,09     | Sara Kordek KS AZS AWF Katowice                                                           | 6,07     |
| Trójskok                      | Zuzanna Sztachańska AZS Łódź                                                       | 12,83    | Sara Kordek KS AZS AWF Katowice                                                                 | 12,79    | Sandra Sikorska KS AZS AWF Warszawa                                                       | 12,67    |
| Pchnięcie kulą                | Ewa Różańska KS AZS-AWF Warszawa                                                   | 14,58    | Weronika Muszyńska AZS UMCS Lublin                                                              | 14,05    | Wiktoria Łuczak KS AZS AWF Warszawa                                                       | 13,13    |
| Rzut dyskiem                  | Weronika Muszyńska AZS UMCS Lublin                                                 | 52,70    | Ewa Różańska KS AZS-AWF Warszawa                                                                | 47,32    | Nina Staruch KS AZS-AWF Warszawa                                                          | 46,65    |
| Rzut młotem                   | Ewa Różańska KS AZS-AWF Warszawa                                                   | 66,85    | Aleksandra Nowaczewska LUKS Start Nakło                                                         | 61,20    | Karolina Bomba OKS Skra Warszawa                                                          | 60,20    |
| Rzut oszczepem                | Małgorzata Maślak ULKS Tychowo                                                     | 47,31    | Angelika Antoniak KS Podlasie Białystok                                                         | 46,77    | Natalia Mądrzejewska AZS-AWFiS Gdańsk                                                     | 46,32    |

## Bieg na 10 000 m
Młodzieżowe mistrzostwa w biegu na 10 000 metrów odbyły się 23 kwietnia w Międzyrzeczu. Nie rozgrywano odrębnych zawodów, tylko wyniki z mistrzostw Polski seniorów stały się podstawą do przyznania medali młodzieżowych mistrzostw Polski.
| Konkurencja: | 1. miejsce                                  | Rezultat | 2. miejsce                             | Rezultat | 3. miejsce                             | Rezultat |
| Mężczyźni    | Adam Kołodziej MUKS Wisła Junior Sandomierz | 29:33,08 | Aleksander Wiącek OKS Start Otwock     | 29:41,29 | Mikołaj Czeronek WKS Śląsk Wrocław     | 29:46,78 |
| Kobiety      | Julia Koralewska AZS-AWFiS Gdańsk           | 33:55,13 | Agnieszka Chorzępa KS AZS AWF Warszawa | 34:30,59 | Natalia Bielak KS SMS Szklarska Poręba | 34:44,49 |

## Bieg na 5000 m
Młodzieżowe mistrzostwa w biegu na 5000 metrów odbyły się 15 maja w Piasecznie. Zawody rozgrywano łącznie z biegiem w kategorii U20.
| Konkurencja: | 1. miejsce                               | Rezultat | 2. miejsce                         | Rezultat | 3. miejsce                         | Rezultat |
| Mężczyźni    | Wiktor Szynaka MKL Toruń                 | 14:12,16 | Aleksander Wiącek OKS Start Otwock | 14:12,53 | Mikołaj Czeronek WKS Śląsk Wrocław | 14:16,28 |
| Kobiety      | Klaudia Kazimierska LKS Vectra Włocławek | 16:30,51 | Julia Koralewska AZS-AWFiS Gdańsk  | 16:31,53 | Oliwia Sarnecka MKL Szczecin       | 16:35,49 |

## Wieloboje
Młodzieżowe mistrzostwa w wielobojach lekkoatletycznych zostały rozegrane w ramach mistrzostw Polski w tych konkurencjach, które odbyły się w dniach 17-19 czerwca w Warszawie. Nie były rozgrywane odrębne zawody, tylko wyniki z mistrzostw Polski seniorów stały się podstawą do przyznania medali młodzieżowych mistrzostw Polski.
| Konkurencja:           | 1. miejsce                              | Rezultat | 2. miejsce                              | Rezultat | 3. miejsce                      | Rezultat |
| Dziesięciobój mężczyzn | Mateusz Murias KS Warszawianka Warszawa | 6669 pkt | Olivier Tarasiewicz KS AZS AWF Warszawa | 6313 pkt | Adam Donacki SKS Feniks Siedlce | 5947 pkt |
| Siedmiobój kobiet      | Edyta Bielska SKLA Sopot                | 5945 pkt | Julia Słocka KS AZS-AWF Warszawa        | 5252 pkt | Patrycja Gajewska SKLA Sopot    | 5078 pkt |

## Chód na 20 km
Mistrzostwa w chodzie na 20 kilometrów kobiet i mężczyzn odbyły się 3 września w Gdańsku.
| Konkurencja: | 1. miejsce                    | Rezultat | 2. miejsce                                  | Rezultat | 3. miejsce                        | Rezultat |
| Mężczyźni    | Łukasz Niedziałek bd          | 1:29:18  | Arkadiusz Schiedel MLKS Nadwiślanin Chełmno | 1:37:47  | Mikołaj Nowostawski OŚ AZS Poznań | 1:46:16  |
| Kobiety      | Anna Zdziebło LKS Stal Mielec | 1:45:19  | Kinga Waleriańczyk KMKL Sztorm Kołobrzeg    | 1:46:19  | Wiktoria Raś LKS Stal Mielec      | 2:02:12  |

## Biegi przełajowe
Młodzieżowe mistrzostwa w biegach przełajowych kobiet i mężczyzn zostały rozegrane 26 listopada w Oleśnie, razem z mistrzostwami w kategorii seniorów i juniorów. Nie rozgrywano osobnych biegów dla zawodników poniżej 23 roku życia, tylko startowali oni razem z seniorami.

### Mężczyźni
| Konkurencja:           | 1. miejsce                           | Rezultat | 2. miejsce                      | Rezultat | 3. miejsce                          | Rezultat |
| Bieg przełajowy (4 km) | Daniel Kryzel ULKS Talex Borzytuchom | 12:02    | Jędrzej Poczwardowski MKL Toruń | 12:09    | Wiktor Antosz Kraków Athletics Team | 12:10    |
| Bieg przełajowy (8 km) | Mikołaj Czeronek WKS Śląsk Wrocław   | 23:56    | Mateusz Gos RLTL Optima Radom   | 23:57    | Aleksander Wiącek OKS Start Otwock  | 24:12    |

### Kobiety
| Konkurencja:           | 1. miejsce                             | Rezultat | 2. miejsce                                    | Rezultat | 3. miejsce                       | Rezultat |
| Bieg przełajowy (4 km) | Natalia Bielak KS SMS Szklarska Poręba | 13:30    | Beata Niemyjska LKS Zantyr Sztum              | 13:55    | Zuzanna Bąk OKS Start Otwock     | 14:29    |
| Bieg przełajowy (6 km) | Julia Koralewska AZS-AWFiS Gdańsk      | 21:03    | Monika Dubiella LLKS Ziemi Kociewskiej Skórcz | 21:24    | Weronika Mikołajewska GKS Żukowo | 21:32    |